# ジョン・ホップクロフト
ジョン・エドワード・ホップクロフト（John Edward Hopcroft、1939年10月7日 - ）は、アメリカ合衆国の計算機科学者である。計算理論とデータ構造に関する教科書を執筆したことでよく知られている。コーネル大学の計算機科学科の応用数学の教授を務めている。

## 経歴
ワシントン州シアトル生まれ。1961年、シアトル大学で学士号を取得し、スタンフォード大学で1962年に修士号、1964年に博士号を取得した。その後3年間プリンストン大学に勤務。その後はコーネル大学に基盤を置いている。ホップクロフトの祖父 Jacob Nist は、梱包製品会社 Seattle Box Company の創業者である。
研究活動以外に、アルゴリズムと形式言語についての著作でも知られており（ジェフリー・ウルマンとアルフレッド・エイホとの共著）、その分野の古典的教科書となっている。
ロバート・タージャンとの平面グラフに関する共同研究、2部グラフのマッチングを求めるホップクロフト–カープのアルゴリズムなどが知られている。

## 受賞歴
- 1986年 - チューリング賞。ロバート・タージャンと同時受賞[2]。受賞理由は「アルゴリズムとデータ構造の設計と分析における基本的貢献に対して」。
- 1987年 - IEEEフェロー
- 1994年 - Association for Computing Machinery フェロー
- 2005年 - Harry H. Goode Memorial Award (IEEE Computer Society)[3]
- 2008年 - Karl V. Karlstrom Outstanding Educator Award[4]
- 2009年 - 名誉博士号（サンクトペテルブルク情報技術・機械・光学大学（英語版））[5]
- 2010年 - IEEEフォン・ノイマンメダル。ジェフリー・ウルマンと共同受賞。[6]
- 2017年 - C&C賞

## 著作
- J.E. Hopcroft, Rajeev Motwani, Jeffrey D. Ullman, Introduction to Automata Theory, Languages, and Computation Second Edition. Addison-Wesley (2001年)
- Alfred V. Aho, J.E. Hopcroft, Jeffrey D. Ullman, Data Structures and Algorithms, Addison-Wesley Series in Computer Science and Information Processing. (1983年)
- Alfred V. Aho, J.E. Hopcroft, Jeffrey D. Ullman, The Design and Analysis of Computer Algorithms, Addison-Wesley Series in Computer Science and Information Processing (1974年)